# JPN
JPN je třetí studiové a celkově čtvrté album japonské dívčí skupiny Perfume. Vydané bylo 30. listopadu 2011, téměř dva a půl roku po druhém studiovém albu „⊿” . Po dvou týdnech vydání se prodalo celkem 268 414 kopií, což je podle žebříčku Oricon 24. nejprodávanější album roku 2011.

## Umístění v žebříčcích
Album debutovalo na 1. příčce v týdenním žebříčku Oricon. S 227 000 prodanými kopiemi hned v prvním týdnu vydání je album z diskografie Perfume nejprodávanější v prvním týdnu od vydání. To z nich také učinilo druhou ženskou japonskou skupinu, která dosáhla tří po sobě jdoucích alb, která se umístila na prvním místě nějakého žebříčku, což se zatím povedlo jenom japonské popové skupině Speed. Po dvou týdnech od vydání se celkem prodalo 268 000 nosičů, což z alba dle žebříčku Oricon činilo 24. nejprodávanější album roku 2011.
V Jižní Koreji se album v žebříčku Gaon Monthly International Albums uchytilo na 39. místě a prodalo se 358 kopií.
| Žebříček                          | Typ žebříčku | Stát        | Nejvyšší pozice |
| --------------------------------- | ------------ | ----------- | --------------- |
| Oricon Daily Charts (Oricon)      | denní        | Japonsko    | 1               |
| Oricon Weekly Charts (Oricon)     | týdenní      | Japonsko    | 1               |
| Oricon Monthly Charts (Oricon)    | měsíční      | Japonsko    | 2               |
| Oricon Yearly Charts (Oricon)     | roční        | Japonsko    | 24              |
| Gaon Monthly International Albums | měsíční      | Jižní Korea | 39              |
| G-Music J-Pop Chart               |              | Tchaj-wan   | 10              |
| World Albums Top 40               | týdenní      | –           | 4               |

## Seznam skladeb
1. „The Opening“ – 1:12
2. „Laser Beam (Album Mix)“ – 3:10
3. „Glitter (Album Mix)“ – 5:41
4. „Natural ni Koishite“ – 3:06
5. „My Color“ – 5:04
6. „Toki no Hari“ – 2:30
7. „Nee“ – 4:26
8. „Kasuka na Kaori“ – 4:49
9. „575“ – 4:24
10. „Voice“ – 4:12
11. „Kokoro no Sports“ – 4:08
12. „Have a Stroll“ – 4:35
13. „Fushizen na Girl“ – 3:59
14. „Spice“ – 3:52

### Singly
Singly z alba JPN

1. „Fushizen a Girl / Natural ni Koishite“
Vydáno: 14. dubna 2010
2. „Voice“
Vydáno: 11. srpna 2010
3. „Nee“
Vydáno: 10. listopadu 2010
4. „Laser Beam / Kasuka na Kaori“
Vydáno: 18. května 2011
5. „Spice“
Vydáno: 2. listopadu 2011

## Certifikace
| Žebříček | Stát     | Počet prodaných nosičů | Certifikace |
| -------- | -------- | ---------------------- | ----------- |
| RIAJ     | Japonsko | 341 600                | platinum    |

## Ocenění
- Spinova 20 nejlepších popových alb roku 2011 - 14. místo [4]